# 仁慈独裁
仁慈独裁是一种政府形式，其中威权主义领导人对国家行使绝对的政治权力，但被认为是出于对全体民众利益的考虑。这与明显恶意的独裁者刻板印象形成对比，后者关注的是其支持者和自身的自利。

## 特征
仁慈独裁者可能允许某些公民自由或民主决策的存在，例如通过公共公投或拥有有限权力的代表民主选出的代表，并且可以在其任期内或之后为民主化过渡做准备。
曼库尔·奥尔森将独裁者描述为“不像狼那样捕食麋鹿，而更像牧场主，确保他的牛得到保护并获得水源”，他认为他们有动力在为自己提取最大的剩余价值的同时提供公共物品。
经济学家威廉·伊斯特利使用“仁慈专制者”一词，识别出这一概念的两个版本；一种认为专制者通常比民主领导者在促进快速经济增长方面更为优越，另一种认为最高质量的专制者比最优秀的民主领导者更能促进增长。伊斯特利表示，这两种观点都缺乏可用证据支持，领导者通常对增长没有可测量的影响，其持续存在的原因在于其心理上的吸引力，使他们能够声称对自然增长负有责任，而实际上他们并未参与其中。 他报告说，使用经济发展作为正当理由的这种修辞在20世纪初期作为支持殖民统治的论据非常流行。英国殖民地官员海利勋爵在1940年代表示：“我们关系的新概念……可能会作为改善世界上落后民族运动的一部分而出现”。

## 在流行文化中
在西班牙语中，双关词有时用于描述一种保留了部分民主自由机制的独裁。双关之处在于，西班牙语中意为“独裁”，意为“严厉”，而意为“温和”。类似地，葡萄牙语中也有或这样的双关语。2009年2月，巴西报纸《Folha de S.Paulo》发表了一篇社论，将巴西军事独裁（1964–1985）归类为，引发了争议。